# Premier League de 2019–20
A Primeira Divisão do Campeonato Inglês de Futebol da temporada 2019–2020 foi a 118ª edição da principal divisão do futebol inglês (28ª como Premier League). A temporada começou em 9 de agosto de 2019 e terminou em 26 de julho de 2020. O Liverpool se sagrou campeão matematicamente na 31ª rodada, depois de abrir 26 pontos de vantagem em relação ao segundo colocado.
Esta foi a primeira temporada da Premier League a ter uma pausa no meio da temporada em fevereiro, onde cinco de uma rodada normal de dez jogos serão disputados em um final de semana e os cinco restantes no final de semana seguinte. Também é a primeira temporada a utilizar o VAR.
Esta temporada da Premier League marcou o início de um novo contrato de 3 anos com a TV, incluindo 20 jogos que foram, pela primeira vez, transmitidos pela Amazon Prime no Reino Unido.

## Efeitos da pandemia de COVID-19
A temporada começou a ser afetada pela Pandemia de COVID-19 em março. Em 10 de março, a partida entre Manchester City e Arsenal, que seria disputada no dia seguinte, foi adiada depois que vários jogadores do Arsenal fizeram contato próximo com o proprietário do Olympiacos, Evangelos Marinakis, que havia testado positivo para a infecção pelo COVID-19, quando as duas equipes haviam se enfrentado na Liga Europa 13 dias antes.
Em 12 de março, foi revelado que três jogadores do Leicester entraram em quarentena. No mesmo dia, o Manchester City anunciou que o zagueiro Benjamin Mendy também estava entrando em quarentena depois que um membro da família exibiu sintomas do vírus. Mais tarde, foi confirmado que o técnico do Arsenal, Mikel Arteta, havia testado positivo para o COVID-19. Como resultado do teste positivo de Arteta, a partida entre Brighton & Hove Albion e Arsenal, marcada para 14 de março no Amex Stadium, foi adiada. Em 13 de março, o Chelsea anunciou que seu ponta Callum Hudson-Odoi havia testado positivo para o COVID-19.
Em 13 de março, após uma reunião de emergência entre a Premier League, a The Football Association (FA), a English Football League (EFL) e a FA Women's Super League, foi decidido por unanimidade suspender o futebol profissional na Inglaterra até pelo menos 4 de abril de 2020. Em 19 de março, a suspensão foi estendida para pelo menos 30 de abril. Ao mesmo tempo, a FA concordou em estender a temporada indefinidamente, após a data final prevista para 1 de junho.

## Regulamento
A Premier League é disputada por 20 clubes em dois turnos. Em cada turno, todos os times jogam entre si uma única vez. Os jogos do segundo turno são realizados na mesma ordem do primeiro, apenas com o mando de campo invertido. Não há campeões por turnos, sendo declarado campeão da Inglaterra o time que obtiver o maior número de pontos após as 38 rodadas.

### Critérios de desempate
Caso haja empate de pontos entre dois clubes, os critérios de desempates serão aplicados na seguinte ordem:
1. Saldo de gols
2. Gols marcados
3. Confronto direto

## Participantes
Vinte equipes estão participando do campeonato - as dezessete melhores equipes da temporada anterior e as três equipes promovidas da Championship.
As equipes promovidas foram o Norwich City, o Sheffield United e o Aston Villa, que voltaram à liga após três, doze e três anos de ausência, respectivamente. Elas substituíram o Cardiff City, o Fulham e o Huddersfield Town, que foram rebaixadas após uma, uma e duas temporadas no topo, respectivamente. O rebaixamento do Cardiff City significa que esta temporada é a primeira sem uma equipe do País de Gales desde a temporada de 2010-2011.

### Informações das equipes
| Equipe                 | Cidade        | Treinador           | Estádio (mando)           | Capacidade | Títulos (último) | Material esportivo |
| ---------------------- | ------------- | ------------------- | ------------------------- | ---------- | ---------------- | ------------------ |
| Arsenal                | Londres       | Mikel Arteta        | Emirates Stadium          | 60,260     | 13 (2003–04)     | Adidas             |
| Aston Villa            | Birmingham    | Dean Smith          | Villa Park                | 42,660     | 7 (1980–81)      | Kappa              |
| Bournemouth            | Bournemouth   | Eddie Howe          | Dean Court                | 11,329     | 0 (não possui)   | Umbro              |
| Brighton & Hove Albion | Brighton      | Graham Potter       | Falmer Stadium            | 30,666     | 0 (não possui)   | Nike               |
| Burnley                | Burnley       | Sean Dyche          | Turf Moor                 | 21,944     | 2 (1959–60)      | Umbro              |
| Chelsea                | Londres       | Frank Lampard       | Stamford Bridge           | 41,631     | 6 (2016–17)      | Nike               |
| Crystal Palace         | Londres       | Roy Hodgson         | Selhurst Park             | 26,047     | 0 (não possui)   | Puma               |
| Everton                | Liverpool     | Carlo Ancelotti     | Goodison Park             | 39,221     | 9 (1987–88)      | Umbro              |
| Leicester City         | Leicester     | Brendan Rodgers     | King Power Stadium        | 32,312     | 1 (2015–16)      | Adidas             |
| Liverpool              | Liverpool     | Jürgen Klopp        | Anfield                   | 54,074     | 18 (1989–90)     | New Balance        |
| Manchester City        | Manchester    | Josep Guardiola     | Etihad Stadium            | 55,017     | 6 (2018–19)      | Puma               |
| Manchester United      | Manchester    | Ole Gunnar Solskjær | Old Trafford              | 74,994     | 20 (2012–13)     | Adidas             |
| Newcastle United       | Newcastle     | Steve Bruce         | St James' Park            | 52,354     | 4 (1926–27)      | Puma               |
| Norwich City           | Norwich       | Daniel Farke        | Carrow Road               | 27,244     | 0 (não possui)   | Erreà              |
| Sheffield United       | Sheffield     | Chris Wilder        | Bramall Lane              | 32,702     | 1 (1897–98)      | Adidas             |
| Southampton            | Southampton   | Ralph Hasenhüttl    | St Mary's Stadium         | 32,384     | 0 (não possui)   | Under Armour       |
| Tottenham Hotspur      | Londres       | José Mourinho       | Tottenham Hotspur Stadium | 62,062     | 2 (1960–61)      | Nike               |
| Watford                | Watford       | Nigel Pearson       | Vicarage Road             | 20,400     | 0 (não possui)   | Adidas             |
| West Ham United        | Londres       | David Moyes         | Olímpico de Londres       | 60,000     | 0 (não possui)   | Umbro              |
| Wolverhampton          | Wolverhampton | Nuno Espírito Santo | Molineux Stadium          | 32,050     | 3 (1958–59)      | Adidas             |

### Mudança de treinadores
| Clube                  | Antecessor            | Motivo                   | Data da vaga           | Pos           | Sucessor              | Data da nomeação       |
| ---------------------- | --------------------- | ------------------------ | ---------------------- | ------------- | --------------------- | ---------------------- |
| Brighton & Hove Albion | Chris Hughton         | Demitido                 | 13 de maio de 2019     | Pré-temporada | Graham Potter         | 20 de maio de 2019     |
| Chelsea                | Maurizio Sarri        | Contratado pela Juventus | 16 de junho de 2019    | Pré-temporada | Frank Lampard         | 4 de julho de 2019     |
| Newcastle              | Rafael Benítez        | Fim de contrato          | 30 de junho de 2019    | Pré-temporada | Steve Bruce           | 17 de julho de 2019    |
| Watford                | Javi Gracia           | Demitido                 | 7 de setembro de 2019  | 20º           | Quique Sánchez Flores | 7 de setembro de 2019  |
| Tottenham              | Mauricio Pochettino   | Demitido                 | 19 de novembro de 2019 | 14º           | José Mourinho         | 20 de novembro de 2019 |
| Arsenal                | Unai Emery            | Demitido                 | 29 de novembro de 2019 | 8º            | Mikel Arteta          | 20 de dezembro de 2019 |
| Watford                | Quique Sánchez Flores | Demitido                 | 1 de dezembro de 2019  | 20º           | Nigel Pearson         | 1 de dezembro de 2019  |
| Everton                | Marco Silva           | Demitido                 | 6 de dezembro de 2019  | 18º           | Carlo Ancelotti       | 21 de dezembro de 2019 |
| West Ham               | Manuel Pellegrini     | Demitido                 | 28 de dezembro de 2019 | 17º           | David Moyes           | 29 de dezembro de 2019 |

## Classificação
| Pos | Equipe                 | Pts | J  | V  | E  | D  | GP  | GC | SG  | Classificação ou descenso                                   |
| --- | ---------------------- | --- | -- | -- | -- | -- | --- | -- | --- | ----------------------------------------------------------- |
| 1   | Liverpool (C)          | 99  | 38 | 32 | 3  | 3  | 85  | 33 | +52 | Qualificação para a Fase de grupos da Liga dos Campeões     |
| 2   | Manchester City        | 81  | 38 | 26 | 3  | 9  | 102 | 35 | +67 | Qualificação para a Fase de grupos da Liga dos Campeões     |
| 3   | Manchester United      | 66  | 38 | 18 | 12 | 8  | 66  | 36 | +30 | Qualificação para a Fase de grupos da Liga dos Campeões     |
| 4   | Chelsea                | 66  | 38 | 20 | 6  | 12 | 69  | 54 | +15 | Qualificação para a Fase de grupos da Liga dos Campeões     |
| 5   | Leicester              | 62  | 38 | 18 | 8  | 12 | 67  | 41 | +26 | Qualificação para a Fase de grupos da Liga Europa           |
| 6   | Tottenham              | 59  | 38 | 16 | 11 | 11 | 61  | 47 | +14 | Segunda fase eliminatória da Liga Europa da UEFA de 2020–21 |
| 7   | Wolverhampton          | 59  | 38 | 15 | 14 | 9  | 51  | 40 | +11 |                                                             |
| 8   | Arsenal                | 56  | 38 | 14 | 14 | 10 | 56  | 48 | +8  | Qualificação para a fase de grupos da Liga Europa           |
| 9   | Sheffield United       | 54  | 38 | 14 | 12 | 12 | 39  | 39 | 0   |                                                             |
| 10  | Burnley                | 54  | 38 | 15 | 9  | 14 | 43  | 50 | −7  |                                                             |
| 11  | Southampton            | 52  | 38 | 15 | 7  | 16 | 51  | 60 | −9  |                                                             |
| 12  | Everton                | 49  | 38 | 13 | 10 | 15 | 44  | 56 | −12 |                                                             |
| 13  | Newcastle              | 44  | 38 | 11 | 11 | 16 | 38  | 58 | −20 |                                                             |
| 14  | Crystal Palace         | 43  | 38 | 11 | 10 | 17 | 31  | 50 | −19 |                                                             |
| 15  | Brighton & Hove Albion | 41  | 38 | 9  | 14 | 15 | 39  | 54 | −15 |                                                             |
| 16  | West Ham               | 39  | 38 | 10 | 9  | 19 | 49  | 62 | −13 |                                                             |
| 17  | Aston Villa            | 35  | 38 | 9  | 8  | 21 | 41  | 67 | −26 |                                                             |
| 18  | Bournemouth (R)        | 34  | 38 | 9  | 7  | 22 | 40  | 65 | −25 | Rebaixamento para o Campeonato EFL                          |
| 19  | Watford (R)            | 34  | 38 | 8  | 10 | 20 | 36  | 64 | −28 | Rebaixamento para o Campeonato EFL                          |
| 20  | Norwich City (R)       | 21  | 38 | 5  | 6  | 27 | 26  | 75 | −49 | Rebaixamento para o Campeonato EFL                          |

1. ↑  Como o vencedor da Taça EFL 2019–20, o Manchester City, se classificou para a fase de grupos da Liga dos Campeões por posição na liga, a vaga dada aos vencedores da Copa EFL (segunda pré-eliminatória da Liga Europa) foi repassada para a equipe sexta colocada.
2. ↑  O Arsenal se classificou para a fase de grupos da Liga Europa como o vencedor da 2019–20 FA Cup.

## Confrontos
| Mandante \ Visitante   | ARS | AVL | BOU | BHA | BUR | CHE | CRY | EVE | LEI | LIV | MCI | MUN | NEW | NOR | SHU | SOU | TOT | WAT | WHU | WOL |
| ---------------------- | --- | --- | --- | --- | --- | --- | --- | --- | --- | --- | --- | --- | --- | --- | --- | --- | --- | --- | --- | --- |
| Arsenal                | —   | 3–2 | 1–0 | 1–2 | 2–1 | 1–2 | 2–2 | 3–2 | 1–1 | 2–1 | 0–3 | 2–0 | 4–0 | 4–0 | 1–1 | 2–2 | 2–2 | 3–2 | 1–0 | 1–1 |
| Aston Villa            | 1–0 | —   | 1–2 | 2–1 | 2–2 | 1–2 | 2–0 | 2–0 | 1–4 | 1–2 | 1–6 | 0–3 | 2–0 | 1–0 | 0–0 | 1–3 | 2–3 | 2–1 | 0–0 | 0–1 |
| Bournemouth            | 1–1 | 2–1 | —   | 3–1 | 0–1 | 2–2 | 0–2 | 3–1 | 4–1 | 0–3 | 1–3 | 1–0 | 1–4 | 0–0 | 1–1 | 0–2 | 0–0 | 0–3 | 2–2 | 1–2 |
| Brighton & Hove Albion | 2–1 | 1–1 | 2–0 | —   | 1–1 | 1–1 | 0–1 | 3–2 | 0–2 | 1–3 | 0–5 | 0–3 | 0–0 | 2–0 | 0–1 | 0–2 | 3–0 | 1–1 | 1–1 | 2–2 |
| Burnley                | 0–0 | 1–2 | 3–0 | 1–2 | —   | 2–4 | 0–2 | 1–0 | 2–1 | 0–3 | 1–4 | 0–2 | 1–0 | 2–0 | 1–1 | 3–0 | 1–1 | 1–0 | 3–0 | 1–1 |
| Chelsea                | 2–2 | 2–1 | 0–1 | 2–0 | 3–0 | —   | 2–0 | 4–0 | 1–1 | 1–2 | 2–1 | 0–2 | 1–0 | 1–0 | 2–2 | 0–2 | 2–1 | 3–0 | 0–1 | 2–0 |
| Crystal Palace         | 1–1 | 1–0 | 1–0 | 1–1 | 0–1 | 2–3 | —   | 0–0 | 0–2 | 1–2 | 0–2 | 0–2 | 1–0 | 2–0 | 0–1 | 0–2 | 1–1 | 1–0 | 2–1 | 1–1 |
| Everton                | 0–0 | 1–1 | 1–3 | 1–0 | 1–0 | 3–1 | 3–1 | —   | 2–1 | 0–0 | 1–3 | 1–1 | 2–2 | 0–2 | 0–2 | 1–1 | 1–1 | 1–0 | 2–0 | 3–2 |
| Leicester              | 2–0 | 4–0 | 3–1 | 0–0 | 2–1 | 2–2 | 3–0 | 2–1 | —   | 0–4 | 0–1 | 0–2 | 5–0 | 1–1 | 2–0 | 1–2 | 2–1 | 2–0 | 4–1 | 0–0 |
| Liverpool              | 3–1 | 2–0 | 2–1 | 2–1 | 1–1 | 5–3 | 4–0 | 5–2 | 2–1 | —   | 3–1 | 2–0 | 3–1 | 4–1 | 2–0 | 4–0 | 2–1 | 2–0 | 3–2 | 1–0 |
| Manchester City        | 3–0 | 3–0 | 2–1 | 4–0 | 5–0 | 2–1 | 2–2 | 2–1 | 3–1 | 4–0 | —   | 1–2 | 5–0 | 5–0 | 2–0 | 2–1 | 2–2 | 8–0 | 2–0 | 0–2 |
| Manchester United      | 1–1 | 2–2 | 5–2 | 3–1 | 0–2 | 4–0 | 1–2 | 1–1 | 1–0 | 1–1 | 2–0 | —   | 4–1 | 4–0 | 3–0 | 2–2 | 2–1 | 3–0 | 1–1 | 0–0 |
| Newcastle              | 0–1 | 1–1 | 2–1 | 0–0 | 0–0 | 1–0 | 1–0 | 1–2 | 0–3 | 1–3 | 2–2 | 1–0 | —   | 0–0 | 3–0 | 2–1 | 1–3 | 1–1 | 2–2 | 1–1 |
| Norwich City           | 2–2 | 1–5 | 1–0 | 0–1 | 0–2 | 2–3 | 1–1 | 0–1 | 1–0 | 0–1 | 3–2 | 1–3 | 3–1 | —   | 1–2 | 0–3 | 2–2 | 0–2 | 0–4 | 1–2 |
| Sheffield United       | 1–0 | 2–0 | 2–1 | 1–1 | 3–0 | 3–0 | 1–0 | 0–1 | 1–2 | 0–1 | 0–1 | 3–3 | 0–2 | 1–0 | —   | 0–1 | 3–1 | 1–1 | 1–0 | 1–0 |
| Southampton            | 0–2 | 2–0 | 1–3 | 1–1 | 1–2 | 1–4 | 1–1 | 1–2 | 0–9 | 1–2 | 1–0 | 1–1 | 0–1 | 2–1 | 3–1 | —   | 1–0 | 2–1 | 0–1 | 2–3 |
| Tottenham              | 2–1 | 3–1 | 3–2 | 2–1 | 5–0 | 0–2 | 4–0 | 1–0 | 3–0 | 0–1 | 2–0 | 1–1 | 0–1 | 2–1 | 1–1 | 2–1 | —   | 1–1 | 2–0 | 2–3 |
| Watford                | 2–2 | 3–0 | 0–0 | 0–3 | 0–3 | 1–2 | 0–0 | 2–3 | 1–1 | 3–0 | 0–4 | 2–0 | 2–1 | 2–1 | 0–0 | 1–3 | 0–0 | —   | 1–3 | 2–1 |
| West Ham               | 1–3 | 1–1 | 4–0 | 3–3 | 0–1 | 3–2 | 1–2 | 1–1 | 1–2 | 0–2 | 0–5 | 2–0 | 2–3 | 2–0 | 1–1 | 3–1 | 2–3 | 3–1 | —   | 0–2 |
| Wolverhampton          | 0–2 | 2–1 | 1–0 | 0–0 | 1–1 | 2–5 | 2–0 | 3–0 | 0–0 | 1–2 | 3–2 | 1–1 | 1–1 | 3–0 | 1–1 | 1–1 | 1–2 | 2–0 | 2–0 | —   |

## Desempenho por rodada
Clubes que lideraram o campeonato ao final de cada rodada:
| Rodadas | Rodadas | Rodadas | Rodadas | Rodadas | Rodadas | Rodadas | Rodadas | Rodadas | Rodadas | Rodadas | Rodadas | Rodadas | Rodadas | Rodadas | Rodadas | Rodadas | Rodadas | Rodadas | Rodadas | Rodadas | Rodadas | Rodadas | Rodadas | Rodadas | Rodadas | Rodadas | Rodadas | Rodadas | Rodadas | Rodadas | Rodadas | Rodadas | Rodadas | Rodadas | Rodadas | Rodadas | Rodadas |
| ------- | ------- | ------- | ------- | ------- | ------- | ------- | ------- | ------- | ------- | ------- | ------- | ------- | ------- | ------- | ------- | ------- | ------- | ------- | ------- | ------- | ------- | ------- | ------- | ------- | ------- | ------- | ------- | ------- | ------- | ------- | ------- | ------- | ------- | ------- | ------- | ------- | ------- |
| 1       | 2       | 3       | 4       | 5       | 6       | 7       | 8       | 9       | 10      | 11      | 12      | 13      | 14      | 15      | 16      | 17      | 18      | 19      | 20      | 21      | 22      | 23      | 24      | 25      | 26      | 27      | 28      | 29      | 30      | 31      | 32      | 33      | 34      | 35      | 36      | 37      | 38      |
| MCI     | LIV     | LIV     | LIV     | LIV     | LIV     | LIV     | LIV     | LIV     | LIV     | LIV     | LIV     | LIV     | LIV     | LIV     | LIV     | LIV     | LIV     | LIV     | LIV     | LIV     | LIV     | LIV     | LIV     | LIV     | LIV     | LIV     | LIV     | LIV     | LIV     | LIV     | LIV     | LIV     | LIV     | LIV     | LIV     | LIV     | LIV     |

Clubes que ficaram na última posição do campeonato ao final de cada rodada:
| Rodadas | Rodadas | Rodadas | Rodadas | Rodadas | Rodadas | Rodadas | Rodadas | Rodadas | Rodadas | Rodadas | Rodadas | Rodadas | Rodadas | Rodadas | Rodadas | Rodadas | Rodadas | Rodadas | Rodadas | Rodadas | Rodadas | Rodadas | Rodadas | Rodadas | Rodadas | Rodadas | Rodadas | Rodadas | Rodadas | Rodadas | Rodadas | Rodadas | Rodadas | Rodadas | Rodadas | Rodadas | Rodadas |
| ------- | ------- | ------- | ------- | ------- | ------- | ------- | ------- | ------- | ------- | ------- | ------- | ------- | ------- | ------- | ------- | ------- | ------- | ------- | ------- | ------- | ------- | ------- | ------- | ------- | ------- | ------- | ------- | ------- | ------- | ------- | ------- | ------- | ------- | ------- | ------- | ------- | ------- |
| 1       | 2       | 3       | 4       | 5       | 6       | 7       | 8       | 9       | 10      | 11      | 12      | 13      | 14      | 15      | 16      | 17      | 18      | 19      | 20      | 21      | 22      | 23      | 24      | 25      | 26      | 27      | 28      | 29      | 30      | 31      | 32      | 33      | 34      | 35      | 36      | 37      | 38      |
| WHU     | WAT     | WAT     | WAT     | WAT     | WAT     | WAT     | WAT     | WAT     | WAT     | WAT     | NOR     | WAT     | WAT     | WAT     | WAT     | WAT     | WAT     | NOR     | NOR     | NOR     | NOR     | NOR     | NOR     | NOR     | NOR     | NOR     | NOR     | NOR     | NOR     | NOR     | NOR     | NOR     | NOR     | NOR     | NOR     | NOR     | NOR     |

## Estatísticas
| Pos. | Jogador                   | Equipe            | Gols |
| ---- | ------------------------- | ----------------- | ---- |
| 1    | Jamie Vardy               | Leicester         | 23   |
| 2    | Danny Ings                | Southampton       | 22   |
| 2    | Pierre-Emerick Aubameyang | Arsenal           | 22   |
| 4    | Raheem Sterling           | Manchester City   | 20   |
| 5    | Mohamed Salah             | Liverpool         | 19   |
| 6    | Harry Kane                | Tottenham         | 18   |
| 6    | Sadio Mané                | Liverpool         | 18   |
| 8    | Raúl Jiménez              | Wolverhampton     | 17   |
| 8    | Anthony Martial           | Manchester United | 17   |
| 8    | Marcus Rashford           | Manchester United | 17   |

| Pos. | Jogador                | Equipe          | Assists. |
| ---- | ---------------------- | --------------- | -------- |
| 1    | Kevin De Bruyne        | Manchester City | 20       |
| 2    | Trent Alexander-Arnold | Liverpool       | 13       |
| 3    | Andrew Robertson       | Liverpool       | 12       |
| 4    | Son Heung-min          | Tottenham       | 10       |
| 4    | Mohamed Salah          | Liverpool       | 10       |
| 4    | David Silva            | Manchester City | 10       |
| 7    | Riyad Mahrez           | Manchester City | 9        |
| 7    | Adama Traoré           | Wolverhampton   | 9        |
| 9    | Harvey Barnes          | Leicester       | 8        |
| 9    | Roberto Firmino        | Liverpool       | 8        |

### Clean sheets
Atualizado em 26 de julho de 2020
| Pos. | Jogador           | Equipe                 | Clean sheets |
| ---- | ----------------- | ---------------------- | ------------ |
| 1    | Ederson           | Manchester City        | 16           |
| 2    | Nick Pope         | Burnley                | 15           |
| 3    | Alisson           | Liverpool              | 13           |
| 3    | David de Gea      | Manchester United      | 13           |
| 3    | Dean Henderson    | Sheffield United       | 13           |
| 3    | Rui Patrício      | Wolverhampton          | 13           |
| 3    | Kasper Schmeichel | Leicester              | 13           |
| 8    | Martin Dúbravka   | Newcastle              | 11           |
| 9    | Vicente Guaita    | Crystal Palace         | 10           |
| 10   | Ben Foster        | Watford                | 9            |
| 10   | Jordan Pickford   | Everton                | 9            |
| 10   | Mathew Ryan       | Brighton & Hove Albion | 9            |

### Hat-tricks
Atualizado em 26 de julho de 2020
| Jogador           | Para              | Contra                 | Resultado | Data                   | Ref.   |
| ----------------- | ----------------- | ---------------------- | --------- | ---------------------- | ------ |
| Raheem Sterling   | Manchester City   | West Ham               | 5–0       | 10 de agosto de 2019   | [ 37 ] |
| Teemu Pukki       | Norwich City      | Newcastle              | 3–1       | 17 de agosto de 2019   | [ 38 ] |
| Tammy Abraham     | Chelsea           | Wolverhampton          | 5–2       | 14 de setembro de 2019 | [ 39 ] |
| Bernardo Silva    | Manchester City   | Watford                | 8–0       | 21 de setembro de 2019 | [ 40 ] |
| Ayoze Pérez       | Leicester         | Southampton            | 9–0       | 25 de outubro de 2019  | [ 41 ] |
| Jamie Vardy       | Leicester         | Southampton            | 9–0       | 25 de outubro de 2019  | [ 41 ] |
| Christian Pulisic | Chelsea           | Burnley                | 4–0       | 26 de outubro de 2019  | [ 42 ] |
| Sergio Agüero     | Manchester City   | Aston Villa            | 6–1       | 12 de janeiro de 2020  | [ 43 ] |
| Anthony Martial   | Manchester United | Sheffield United       | 3–0       | 24 de junho de 2020    | [ 44 ] |
| Michail Antonio4  | West Ham          | Norwich City           | 4–0       | 11 de julho de 2020    | [ 45 ] |
| Raheem Sterling   | Manchester City   | Brighton & Hove Albion | 5–0       | 11 de julho de 2020    | [ 46 ] |

4 – Jogador marcou quatro gols

## Prêmios

### Prêmios mensais
| Mês       | Treinador do mês    | Treinador do mês | Jogador do mês            | Jogador do mês    | Gol do mês          | Gol do mês             | Referências          |
| Mês       | Treinador           | Clube            | Jogador                   | Clube             | Jogador             | Clube                  | Referências          |
| --------- | ------------------- | ---------------- | ------------------------- | ----------------- | ------------------- | ---------------------- | -------------------- |
| Agosto    | Jürgen Klopp        | Liverpool        | Teemu Pukki               | Norwich City      | Harvey Barnes       | Leicester              | [ 47 ] [ 48 ] [ 49 ] |
| Setembro  | Jürgen Klopp        | Liverpool        | Pierre-Emerick Aubameyang | Arsenal           | Moussa Djenepo      | Southampton            | [ 50 ] [ 51 ] [ 52 ] |
| Outubro   | Frank Lampard       | Chelsea          | Jamie Vardy               | Leicester         | Matty Longstaff     | Newcastle              | [ 53 ] [ 54 ] [ 55 ] |
| Novembro  | Jürgen Klopp        | Liverpool        | Sadio Mané                | Liverpool         | Kevin De Bruyne     | Manchester City        | [ 56 ] [ 57 ] [ 58 ] |
| Dezembro  | Jürgen Klopp        | Liverpool        | Trent Alexander-Arnold    | Liverpool         | Son Heung-min       | Tottenham              | [ 59 ] [ 60 ] [ 61 ] |
| Janeiro   | Jürgen Klopp        | Liverpool        | Sergio Agüero             | Manchester City   | Alireza Jahanbakhsh | Brighton & Hove Albion | [ 62 ] [ 63 ] [ 64 ] |
| Fevereiro | Sean Dyche          | Burnley          | Bruno Fernandes           | Manchester United | Matěj Vydra         | Burnley                | [ 65 ] [ 66 ] [ 67 ] |
| Junho     | Nuno Espírito Santo | Wolverhampton    | Bruno Fernandes           | Manchester United | Bruno Fernandes     | Manchester United      | [ 68 ] [ 69 ] [ 70 ] |